# 味噌おでん (鹿児島風)
鹿児島風 味噌おでん（かごしまふう みそおでん）は、味噌で味付けし煮込んだおでん。

## 概要
鹿児島市天文館周辺の居酒屋等が名物料理として提供する。

## 製法・特徴
鶏がら（又は豚骨）や昆布や煮干などでスープのベースを取り、鹿児島名産の甘口麦味噌ベースの合わせ味噌・ザラメ砂糖・焼酎等で調味して具材を入れてことこと煮込む。特徴的な具材は、親芋（大きな里芋）、豚骨、豆もやし、小判型のつけあげ（地元風の薩摩揚げ）などである。スタイルは名古屋風の煮込みタイプの味噌おでんに酷似しているが、名物の豚骨料理がアレンジされたものと推定されている。

## 鹿児島市のソウルフード
地元では、必ずしもポピュラーな料理ではない。だが、天文館などを飲み歩く客層には有名である。そのため、あまり郷土料理として認識されない。鹿児島県出身者が懐かしむソウルフードの一つであり、晩秋から冬の風物詩であるが、通年提供する店舗もあり、根強い人気がある。ただし、一般の家庭で作られることはほとんどなく、鹿児島県内でも味噌おでんを取扱う店舗は鹿児島市以外では、霧島市などにわずかにある状況である。